# 美しき煩悩
『美しき煩悩』（うつくしきぼんのう）は、1973年2月26日 - 4月27日にTBS「花王 愛の劇場」枠にて放送された昼ドラマである。

## キャスト
- 小瀬川衿子 - 山本陽子
- 田能村耕 - 細川俊之
- 佐分利信
- 織本順吉
- 幾野道子
- 三田桃基子

## スタッフ
- 原作 - 丹羽文雄『顔』
- 監督 - 大槻義一
- 脚本 - 西沢裕子
- 制作 - 松竹・TBS